# Taxithelium werneri
Taxithelium werneri är en bladmossart som beskrevs av Brotherus 1925. Taxithelium werneri ingår i släktet Taxithelium och familjen Sematophyllaceae. Inga underarter finns listade i Catalogue of Life.